# Elegy (the fine recording company)
Elegy (the fine recording company) was een alternatief platenlabel dat bestond tussen 1994 en 2004.
Gevestigd in Amsterdam had Elegy een reeks Nederlandse alternatieve bands onder contract, zoals Beaver, Gomer Pyle, Planet, The Butcher's Wife, Cheech Wizard, I$I$, Bitchcock en Majestic Scene. Het label was gevestigd in de Jordaan te Amsterdam en had voor een periode van twee jaar een bijbehorende lifestylewinkel. Het label werd opgericht door Mourice Plusquin.